# Ascandra ascandroides
Ascandra ascandroides é uma espécie de esponja do gênero Ascandra do Brasil.